# 일어서는 인간
"일어서는 인간"은 2016년에 개봉한 대한민국의 영화이다.

## 캐스팅
- 허지원: 진호 역
- 전수지: 소라 역
- 임형국: 현석 역
- 윤선우: 민규 역
- 윤금선아: 미나 역
- 전광진: 진우 역
- 김소숙: 진호 엄마 역
- 신소영: 영주 역
- 윤민웅: 성진 역
- 한초아: 민정 역
- 최용진: 숲의 노인 역
- 조용석: 박 이사 역
- 김문희: 평론가 역
- 강량원: 교수 역(특별출연)